# Warszkowo (województwo pomorskie)
Warszkowo (dodatkowa nazwa w j. kaszub. Warszkòwò) – wieś kaszubska w Polsce położona w województwie pomorskim, w powiecie wejherowskim, w gminie Wejherowo. Leży na zachodnim krańcu Puszczy Darżlubskiej nad Piaśnicą. 
Wieś jest siedzibą sołectwa, w którego skład wchodzą również osady Warszkowo-Młyn, Prajsów oraz niewymieniana w urzędowych spisach miejscowości i rejestrach Polnica (w dop. Polnicy; kaszb. Pòlnica; 54°41′24″N 18°08′05″E/54,690000 18,134722).
Wieś królewska w starostwie puckim w powiecie puckim województwa pomorskiego w II połowie XVI wieku. W latach 1975–1998 miejscowość należała administracyjnie do województwa gdańskiego.
Podczas zaboru pruskiego wieś nosiła nazwę niemiecką Warschkau. Podczas okupacji niemieckiej nazwa Warschkau w 1942 została przez przemianowana na Neuwerder.
Ludność miejscowości w latach:
- 2006 - 219 mieszkańców
- 2014 - 232 mieszkańców
- 2022 - 259 mieszkańców[8]

## Historia
Do końca I wojny światowej Warszkowo znajdowało się pod administracją zaboru pruskiego. Od 1919 miejscowość należała do ówczesnego powiatu morskiego II Rzeczypospolitej. Zachodnie krańce wsi stanowiły do 1 września 1939 granicę polsko-niemiecką. Okolice Warszkowa leżały w strefie tzw. bliskiej planowanej inwestycji powiązanej z elektrownią atomową Żarnowiec.